# Phyllosticta convallariae
Phyllosticta convallariae är en svampart som beskrevs av Pers. 1818. Phyllosticta convallariae ingår i släktet Phyllosticta och familjen Botryosphaeriaceae.   Inga underarter finns listade i Catalogue of Life.